# سامي عمر الحسين
سامي عمر الحصين (من مواليد 1973، السعودية)، المعروف أيضا باسم سامي الحصين، مدرس في كلية تقنية بالرياض. كطالب دكتوراه في علوم الحاسوب في جامعة أيداهو في الولايات المتحدة الأمريكية، تم اعتقاله عام 2003 واتهمته الولايات المتحدة بإدارة مواقع ويب كمدير إنترنت تم ربطه بالمنظمات التي تدعم الإرهاب. ويعد الحسين واحدا من الأشخاص القلائل الذين وجهت إليهم تهم بموجب حكم وصف بأنه «فضفاض وغامض بشكل مفرط». واتهم أيضا بانتهاك قوانين الهجرة.
تعتبر قضية الولايات المتحدة ضد الحسين (U.S. v. Al-Hussayen) قضية هامة للحريات المدنية، تتعلق بأحكام قانون باتريوت الأمريكي في الولايات المتحدة. وكانت هذه هي المرة الأولى التي تحاول فيها الحكومة استخدام قوانين الدعم المادي «لمحاكمة المسؤولين عن السلوك الذي كان يتألف بشكل حصري تقريبا من تشغيل وصيانة المواقع الإلكترونية».
وكان السناتور الأمريكي البارز في ايداهو وأحد أعضاء الكونغرس، وكلاهما من الجمهوريين، قد اقترحا بالفعل تعديلات على القانون بسبب مخاوفهما بشأن آثاره على الحريات المدنية.
وفي جلسة استماع حول الهجرة في عام 2003، أمر القاضي الاتحادي بترحيل الحسين. واحتجز في الولايات المتحدة لمواجهة إتهامات الإرهاب والهجرة، وتمت محاكمته في عام 2004. وقد تمت تبرئته في ذلك العام من التهم الثلاث الفدرالية المتعلقة بالإرهاب، والتي اعتبرت «هزيمة قاسية» للحكومة؛ كما تمت تبرئته من ثلاث تهم من أصل ثماني تهم تتعلق بالهجرة. وقد وصلت هيئة المحلّفين إلى طريق مسدود بسبب تهم الهجرة الأخرى، وطالب القاضي ببطلان الدعوى.
وقد قبل الحسين صفقة وافق فيها على الترحيل إذا ما أسقط المدعي العام خططا لإعادة محاكمته بتهمة الهجرة. وقد عادت زوجته وأبنائه الثلاثة إلى الرياض في السعودية قبله، وتم ترحيله في يوليو 2004. هو وزوجته يعملان في الرياض.